# نيلس بوي
نيلس بوي (بالإنجليزية: Nils Boe)‏ (و. 1913 – 1992 م) هو محام، وقاض، وسياسي من الولايات المتحدة الأمريكية .
وهو عضو في الحزب الجمهوري .

## التعليم
تعلم في جامعة ويسكونسن-ماديسون.